# Irene Niepel

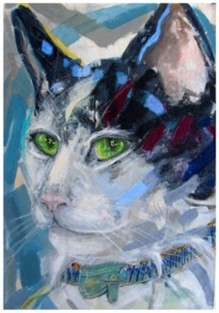
Irene Niepel: Cat with charm collar [Katze mit Zauberhalsband] aus dem Katzenzyklus

Irene Niepel (* 1955 in Köln) ist eine Berliner Künstlerin, die seit den 1980er Jahren sowohl in der Malerei als auch auf dem Gebiet Kunst am Bau erfolgreich tätig ist. Ihre Werke lassen sich tendenziell dem magischen Realismus zuordnen. Sie selbst beschreibt ihren Darstellungsstil als „formal gegenständlich und inhaltlich von der Tier-Mythologie inspiriert mit philosophischem Interesse“.

## Leben
Sie wurde in einer Arbeiterfamilie geboren und gelangte durch den Einfluss der Mutter einer Freundin auf das neusprachliche Elisabeth-von-Thüringen-Gymnasium in ihrer Heimatstadt. Nach dem Abitur 1973 begann sie zunächst ein Literaturstudium an der Universität zu Köln und schrieb sich gleichzeitig als Zweithörerin an der Fachhochschule Köln, Studiengang Kunst und Design, ein.
1978 zog Irene Niepel nach Berlin und studierte von 1978 bis 1984 Malerei an der Hochschule der Künste (HdK). Im Jahr 1983 kam sie hier als Meisterschülerin zu Hans-Jürgen Diehl.
Nach abgeschlossenem Studium wurde sie freischaffende Künstlerin. Ihre malerische Begabung wurde durch die zwei wichtigsten Berliner Stipendien (1984–1987: Atelier Käuzchensteig, Berlin und 1986: Arbeitsstipendium des Senats für Kulturelle Angelegenheiten, Berlin) weiter gefördert. Darüber hinaus gab und gibt sie ihr Wissen als Lehrbeauftragte an verschiedenen Institutionen weiter: 1988–1991 an der HdK, Fachbereiche 6/1 Kunsterziehung und Freie Kunst; seit 1984 auch als Dozentin an Volkshochschulen oder in der Weiterbildung für Erzieherinnen und Lehrer zur ästhetischen Bildung sowie in Schulprojekten.
Von 1986 bis 1994 gestaltete Irene Niepel für das ehemalige Theater Tribüne in Berlin 39 Theaterplakate für die entsprechenden Aufführungen. Beispielsweise schuf sie im Jahr 1989, aus Anlass des 70-jährigen Bestehens der Einrichtung, ein Plakat für das Theaterstück Dein Tänzer ist der Tod. Es befindet sich im Berliner Stadtmuseum.
Irene Niepel lebt und arbeitet in Berlin.

## Hauptmotive
Durch die Bildwerke von Irene Niepel ziehen sich zwei grundsätzliche Motive – das sind zum einen die Natur- und Tiermythen und zum anderen der architektonische Raum. Direkte künstlerische Vorbilder sind nur ansatzweise vorhanden, sie selbst nennt da lediglich die amerikanische Malerin Georgia O’Keeffe.
In vielen ihrer Werke vereint sie Tiermotive mit Räumen, Gegenständen und Symbolen, die in dieser Kombination unserem gewohnten Denkzusammenhang widersprechen. Auf diese Weise wird dem Betrachter die Möglichkeit gegeben, neue Perspektiven einzunehmen und seinen gewohnten Blick auf andere Lebewesen zu hinterfragen. Der Autor Sean Bussenius äußerte sich in der Ankündigung zur Ausstellung Mythische Koordinaten in der Villa Donnersmarck, 2014 wie folgt dazu:

„Irene Niepels tierische Protagonisten tragen Schmuck, sie bevölkern Wohnzimmer. Sie bewegen sich in Dimensionen und Lebensräumen, die sonst Menschen vorbehalten sind. Die Berliner Künstlerin stellt den Herrschaftsanspruch des Menschen auf diese Räume in Frage. Mit strengen Kompositionen und starken Farbkontrasten erschafft sie eine alternative Realität, in der hervortritt, was im Alltag wenig Beachtung findet.“

In einem Porträt der Künstlerin im Magazin Stadt und Land, in dem sich Irene Niepel auch selbst über ihre Motive äußert, heißt es: „In ihren Tiermotiven geht es immer auch um Menschen. 'Es gibt eine göttliche und eine animalische Ebene', erklärt die Künstlerin. 'Der Mensch kann sich in keine dieser Ebenen hineindenken. Beide bleiben uns dauerfremd, wir projizieren nur viel in sie hinein.“
Der Kunstkritiker und Leiter der Bibliothek der UdK, Claudio Müller, äußerte sich in einem Ausstellungskatalog von 1995 mit Werken von Irene Niepel wie folgt zu ihren Motiven:

„Irene Niepel erfindet mächtige, neue, überraschende Bilder aus Elementen traditionellen Symbolgutes. Durch Kombinationen und aussagekräftige Kompositionsmuster nehmen bekannte Symbolmotive neue Formen an und sprechen einen neuen Sinn aus.“

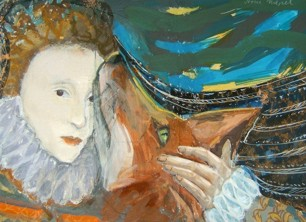
Irene Niepel: Queen & Royal Fox

Darstellungen von Menschen kommen in Niepels Werken eher verhalten vor. Ein Beispiel ist die Serie zur englischen Königin Elisabeth I. Bei einem Besuch in der National Portrait Gallery in London war sie von dem dort vorhandenen Bildnis der Queen eines anonymen Malers so beeindruckt, dass sie sich anschließend intensiv mit deren historischer Persönlichkeit und ihren Lebensumständen befasst hat. Sie beschloss, eine Serie kleinformatiger Bilder mit Elisabeth zu malen, in denen sie die Königin in einen engen Zusammenhang mit ihren Intentionen zur Natur und speziell zu Tieren bringt. Mittlerweile umfasst diese Serie mehr als 40 Porträts, alle ausgeführt als Mischtechnik auf Papier. Hierzu ein Zitat von Sabine Appel, Autorin der bei Bechtle-Ullstein erschienenen Biografie „Elisabeth I. von England“:

„Die in der Überlieferung so starren und stereotypen Portraits von Elisabeth I. von England erhalten durch den Blick von Irene Niepel eine neue Dimension. Das überliefert maskenhafte Gesicht der Elisabeth Tudor erhält bei Irene Niepel lebendige und individuelle, auch durchaus variable Züge.“

## Malstil
Irene Niepel bevorzugt in ihren Bildern strenge Bildkompositionen und konzentriert den Blick des Betrachters damit auf das Wesentliche. Das wird auch an ihren eher mythischen Darstellungen deutlich wie in dem Werk Waldstück mit Birken und Federn (siehe Titelbild von En plystrende kvinne). Zu ihrer Herangehensweise und dem Malstil heißt es bereits in ihrem ersten Ausstellungskatalog 1986:

„Die Farbe lebt aus Warm-Kalt-Kontrasten und einer schattenlosen Hell-Dunkel-Stufung, die im Verein mit dem spontanen dünnen Auftrag den Bildgegenständen eine eigentümliche, gläserne Transparenz verleiht.“

Dieses Arbeiten mit lasierenden Farbtönen behält Irene Niepel all die Jahre bei, so dass auch der Kunstkritiker Jürgen Schilling 1995 sich wie folgt dazu äußerte:

„Ihre anspruchsvoll reduzierte Palette bewirkt, dass die Bilder aus sich heraus leuchten. […] Schicht liegt über Schicht, wodurch sich Dynamik, Gliederung und Ordnung ergeben. Emotion und Kalkulation, Romantisches und kämpferisch Herausforderndes halten sich die Waage.“

Das in dynamischer Pinselführung ausgeführte und fast drei Meter hohe Bild Waldstück mit Birken und Federn mit blauen, grauen und herbstlichen Farbtönen faszinierte auch den Pfarrer des Berliner Doms, Manfred Richter. Er wählte es im Jahr 2003 als Gegenstand seiner Adventspredigt.

## Ausstellungen (Auswahl)

### Einzelausstellungen
- 1986: Kunstamt Berlin-Zehlendorf (Katalog)
- 1989–1995: mehrfach in der Ladengalerie Karoline Müller, Kurfürstendamm, heute in der Urbanstraße, Berlin (2 Kataloge)
- 1996: Tier, Symbol und Archetyp, Foyer-Galerie der Berliner Zeitung, Karl-Liebknecht-Straße[8][9]
- 1997: Tier, Symbol und Archetyp, Kunstverein Erlangen in der Neuen Galerie
- 1998: Gleichnis Tier, Kunstverein Coburg
Symbolische Räume
- 2002: Katzengründe. Galerie Grünstraße, Kulturamt Berlin-Köpenick
- 2004/05: „Steine sammeln, Steine zerstreuen…“ – Religiöse Symbole. Kulturamt Berlin-Köpenick
- 2004/05: Virgin Queen und keltische Natursymbole. Galerie Artibus Fine Arts, Berlin-Charlottenburg
- 2005, zum Tag des offenen Denkmals: Bilder-Auswahl in der American Church Berlin[10]
- 2010: Mythische Koordinaten. Galerie, Konvex 99’ im Kontorhaus, Berlin, Neue Grünstraße 18[11]
- 2014: Mythische Koordinaten, Villa Donnersmarck, Fürst Donnersmarck-Stiftung, Berlin

### Ausstellungsbeteiligungen
- 1979: Einblicke, Kommunale Galerie Wilmersdorf, Berlin (Katalog)
- 1980: Kind und Gesellschaft, Neue Gesellschaft für bildende Kunst, Berlin-Kreuzberg
 Sucht und Drogen, Haus am Lützowplatz, Berlin (Katalog)
 Women from Berlin – Exchange; Show San Francisco – Berlin, San Francisco Bay Area (Katalog)
- 1982: Frau Raum Zeit, Karl-Hofer-Symposium, Hochschule der Künste Berlin (Katalog)
- 1986: Gegenlicht, Staatliche Kunsthalle Berlin (Katalog)
- 1986–1988: 11th/12th International Poster Biennale Warsaw, Warschau (Kataloge)[12]
Kunst Heute, Worpsweder Kunsthalle, Worpswede
- 1989: ,4ème Triennale de l’affiche politique’[13], Musée des Beaux-Arts de Mons (Belgien).
- 1991: Das Brandenburger Tor, Ladengalerie, Berlin (Katalog)
- 1994: Schadow zum Geburtstag, Schadowhaus, Berlin[14] (Katalog)
- 1997: Die Stadt, Kulturforum Villa Oppenheim, Berlin
- 1999: Kunst und Buch, Kulturforum Villa Oppenheim, Berlin
- 2002: Zeitzeichen II, Kommunale Galerie Berlin (früher Wilmersdorf), (Kulturamt Bezirk Charlottenburg-Wilmersdorf)
- 2004/05: Elisabeth von Thüringen, St. Elisabeth-Kirche in Damp, Schleswig-Holstein, Wanderausstellung
- 2005: Atrium der Investitionsbank Berlin[15]
- 2008: Galerie 15, Berlin-Schöneweide
- 2009: Salon Paneuropéen, Château Seigneural,
Villemomble (Frankreich)
- 2010/11/12: Galerie 15, Berlin
- 2013: Macht Kunst, Deutsche Bank KunstHalle, Berlin.
„… gestiftet, geschenkt, geliehen“, Werke aus der Sammlung der Stiftung Kunstgebäude Schlosshof Bodenburg, Kunstverein Bad Salzdetfurth[16]
- 2016/2017: Mir ist so Dada im Kopf...; Wanderausstellung in verschiedenen Städten (unter anderem in der kunst.remise Berlin)[17] und in mehreren Ländern; Katalog Musentritt
- 2019/20 Winterlicht, Galerie Dornenhaus, Ostseebad Ahrenshoop

## Werke (Auswahl)

### Gemälde
1980 bis heute
- Großer Katzenkopf I, 100 × 70 cm, Acryl auf Papier
Artothek der Kommunalen Galerie Berlin
- Wendeltreppe mit Messern II, 220 × 170 cm, Acryl auf Leinwand
(in Privatbesitz)
- Sessel mit Katzenschädel, 230 × 110 cm, Acryl auf Leinwand
(in Privatsammlung)
- Gepard im Treppenhaus, Diptychon, 300 × 180 cm, Acryl auf Leinwand
(in Privatbesitz)
- Fabelwesen auf Sofa, 100 × 120 cm, Acryl auf Leinwand
(Sammlung NBK)[18]
- Großer Katzenkopf II, 210 × 70 cm (Sammlung Investitionsbank Berlin)
- Stilleben mit Katze II, 200 × 150 cm (Sammlung Berliner Zeitung)
- Tier auf der Treppe, 70 × 100 cm, Ölkreide auf Papier (Sammlung Kommunale Galerie Berlin)
- Herzwiesel, 70 × 100 cm, Acryl auf Papier (in Privatbesitz)
- Rote Treppe (in Privatbesitz)
- Keltenkreuz mit weissem Adler, 125 × 100 cm, Acryl auf Leinwand (Sammlung Artibus Finearts)
- Rosenkreuz mit Engelsfeder, 18 × 24 cm, Mischtechnik (in der Sammlung Kunstverleih, Kulturamt Köpenick)
- Message from Pradise, 100 × 70 cm, Acryl/Kreide auf Papier
- Nothing is too small to grow, Objektkasten, 90 × 70 cm, Tiefe 5 cm, Mischtechnik (in Privatsammlung)
- Picnic on Rose-Blanket, 185 × 65 cm, Acryl / Öl / Kreide auf Leinwand (in Privatsammlung)
- Queen & Falcon, 28 × 21 cm (in Privatbesitz)
- Pilgrims, 63 × 50 cm, Aceyl auf Papier
- Queen with Chain of Royal Cats, 28 × 21 cm (Sammlung Kommunale Galerie Berlin)
- Queen & Royal Strawberries, 27 × 21 cm (Kunstsammlung Schlosshof Bodenburg, unterhalten vom Kunstverein Bad Salzdetfurth)
- Philosopher’s Kitchen Table, 64 × 50 cm, Stifte u. Acryl auf Papier (in Privatsammlung)
- Planet with four Moons, 63 × 50 cm, Acryl/Kreide auf Papier
(in Privatsammlung)
- Cat with Charm Collar, 100 × 70 cm, Acryl auf Papier (siehe Einleitungsbild; Privatbesitz)
- Catching a Vision, 100 × 70 cm, Acryl auf Papier (in Privatsammlung)
- Cats Heaven, 105 × 105 cm, Acryl auf Papier
- Secret Letter, 21 × 27 cm, Acryl/Stifte auf Papier
- Ancestors I und II, Diptychon, je 50 × 24 cm, Acryl/Stifte auf Papier
- Planet with foor Moons, 63 ×50, Acryl auf Papier 
(Privatbesitz)

### Kunst am Bau

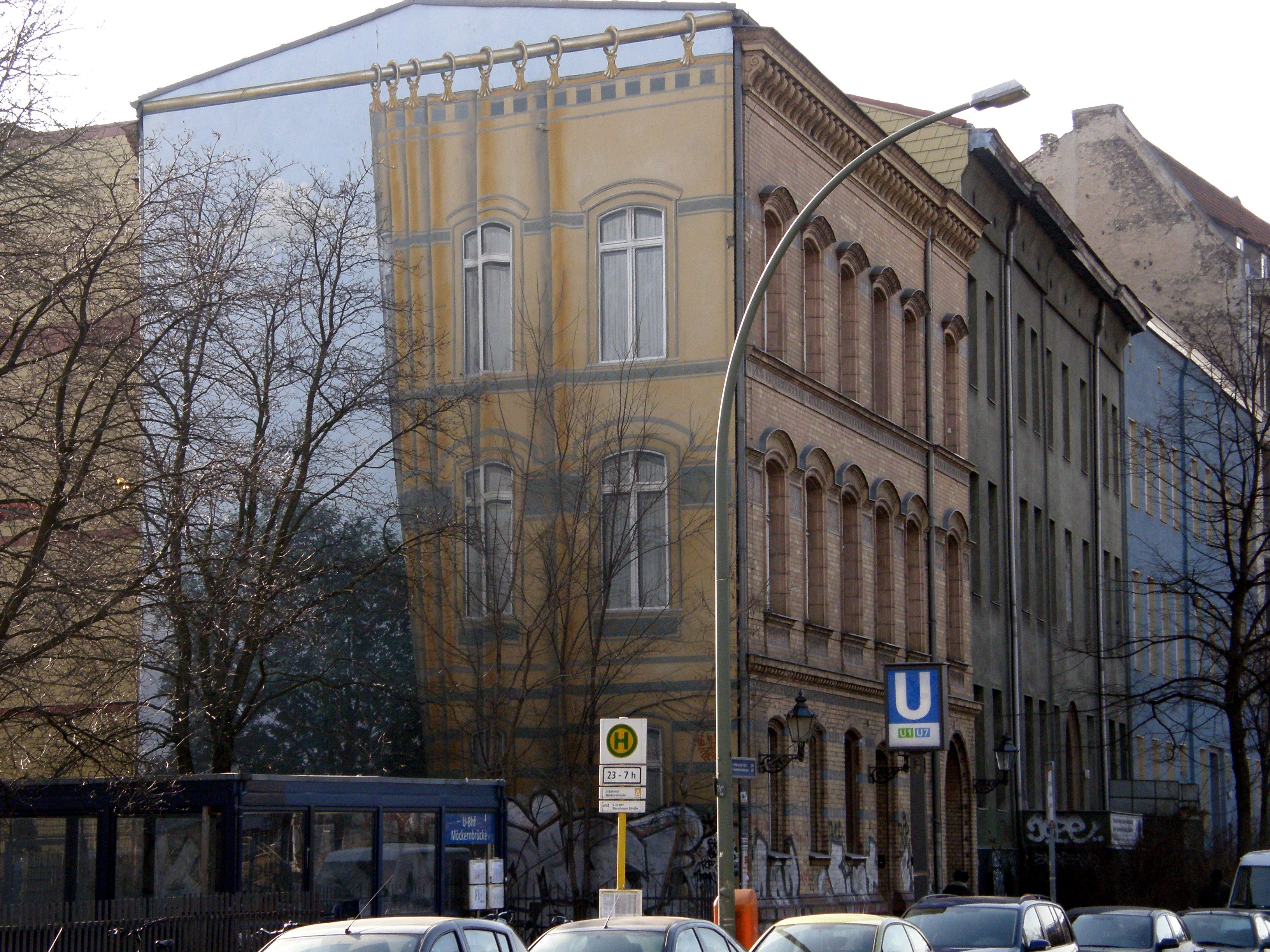
Fassadenbild in Kreuzberg, Februar 2011

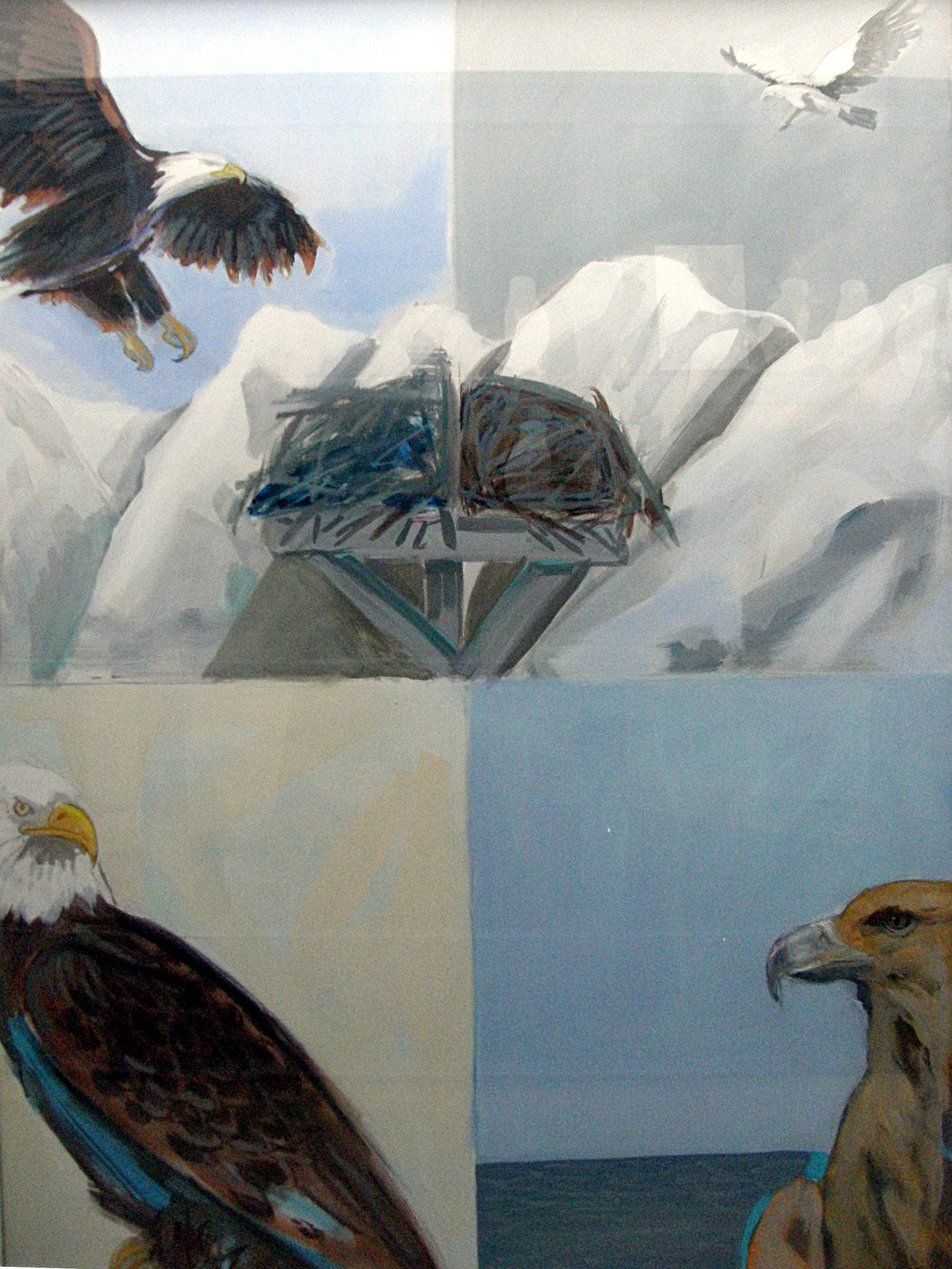
Adler, auf einer Tafel an der Fassade der Kita

- Bereits als Kunststudentin beteiligte sich Irene Niepel 1980 an einem offenen Wettbewerb des damaligen Kunstamtes in Berlin-Kreuzberg für ein Fassadenbild am Lehrerwohnhaus, Tempelhofer Ufer 20 (Ausgang U-Bahnhof Möckernbrücke). Unter den zahlreichen Einsendungen ging sie mit ihrem Entwurf einer Häuserfassade, die sich zur Brandwand als Vorhang herumzieht und hinter dem eine grüne Landschaft angedeutet ist, als Siegerin hervor. Ihr Entwurf wurde 1981 ausgeführt und ist trotz mehrfacher Restaurierungen des Gebäudes noch dort zu sehen (siehe Foto; Stand 2010).[19]

- 1997/98: Eingangsbereiche von Hochhäusern Müggelschlößchenweg 36, Berlin-Köpenick: Geometrie-Variationen
- 1997/98: Fassadenbilder An der Wuhlheide 88-94, Berlin-Oberschöneweide: verschiedene Treppendarstellungen vor einer Glasfläche
- 1997/98: Innengestaltung zweier Lichthöfe über zwei Stockwerke in der Kita Oranienstraße 56, Berlin-Kreuzberg: große Tafeln mit jeweils vier Bildern aus dem Symbolzyklus Katzen und Adler
- 2002: Giebelbilder in der Charlottenstraße 17 a, b, c in Berlin-Köpenick: Mondlandschaften/Mondkarten[20]

### Illustrationen
Der Pax-Verlag in Oslo griff bei seinen Veröffentlichungen von Romanen der englischen Autorin Antonia Susan Byatt bei der Einbandgestaltung auf Bilder von Irene Niepel zurück:
Die in das Norwegische übersetzten und 2004–2006 herausgegebenen Romane Stilleben, Jomfruen i hagen [Jungfrau im Garten], Babels tårn [Turm zu Babel] und En plystrende kvinne [Eine pfeifende Frau] erhielten Schutzumschläge nach Bildern von Irene Niepel.